# Herr, wie du willt, so schicks mit mir, BWV 73
Herr, wie du willt, so schicks mit mir, BWV 73 (Senyor, fes de mi, el que en vulguis), és una cantata religiosa de Johann Sebastian Bach per al tercer diumenge després de Reis, estrenada a Leipzig, el 23 de gener de 1724.

## Origen i context
D'autor desconegut, empra la primera estrofa de l'himne de Kaspar Bienemann (1582) que dona nom a la cantata i l'acaba amb l'última estrofa de Von Gott will ich nicht lassen de Ludwig Helmbold (1563). Aborda un tema, molt proper a Bach, la debilitat de l'home davant la voluntat divina que ha decidit que és mortal. Al·ludeix a l'evangeli del dia, (Mateu 8, 1-3), que narra la curació d'un leprós després del Sermó de la muntanya, el qual s'acostà a Jesús i li digué “Senyor, si vols, em pots purificar”, reflectit en el títol de la cantata. Aquestes paraules són portades a les últimes conseqüències, fins i tot l'acceptació plaent de la mort, com entrada a la vida eterna, tot dins d'un concepte luterà de la vida. Es va interpretar en l'església de Sant Nicolau, a la missa major, i forma part del primer cicle de cantates, escrites el primer any d'estada de Bach a Leipzig que fou un dels prolífics pel que fa a la música religiosa. Per a aquest diumenge es conserven, a més, l'anterior BWV 72, la BWV 111 i la BWV 156.

## Anàlisi
Obra escrita per a soprano, tenor, baix i cor; trompa o orgue, dos oboès, corda i baix continu. Consta de cinc números.
1. Cor: Herr, wie du willt, so schicks mit mir (Senyor, fes de mi, el que en vulguis)
2. Ària (tenor): Ach senke doch den Geist der Freuden (Ah, fes entrar al meu cor)
3. Recitatiu (baix): Ach, unser Wille bleibt verkehrt (Ah! la nostra voluntat com s'erra)
4. Ària (baix): Herr, so du willt (Senyor, si és el teu voler)
5. Coral: Das ist des Vaters Wille (Aquesta és la voluntat del Pare)

El cor inicial és una fantasia sobre un melodia d'un coral del cançoner de Wittenberg de Luter (1529), desenvolupada en quatre seccions, entre les que s'intercalen recitatius dels solistes, tenor, baix i soprano. La trompa de la versió inicial fou substituïda per l'orgue en interpretacions posteriors. L'ària de tenor, número 2, acompanyat de l'oboè i el continu, aporta un moment de relaxació a l'ambient un pel angoixat que busca l'alliberament, amb vocalitzacions sobre els mots freuden (alegria) i zaghaft (trasbalsen). L'únic recitatiu, de baix, agafa de nou el discurs entre el temor i l'esperança i dona pas a l'ària, també de baix, amb el tema Herr, so du willt (Senyor, si és el teu voler), que repeteix tres cops més, i amb unes onomatopeies del toc mortuori de les campanes. Acaba la cantata amb el text indicat. Té una durada aproximada d'uns setze minuts.

## Discografia seleccionada
- J.S. Bach: Das Kantatenwerk. Sacred Cantatas Vol. 4. Nikolaus Harnoncourt, Tölzer Knabenchor (Gerhard Schmidt-Gaden, director), Concentus Musicus Wien, Jörg Erler (soprano del cor), Kurt Equiluz, Max van Egmond. (Teldec), 1994.
- J.S. Bach: The complete live recordings from the Bach Cantata Pilgrimage. CD 6: Chiesa di San Marco, Milà; 22 i 23 de gener de 2000. John Eliot Gardiner, Monteverdi Choir, English Baroque Soloists, Joanne Lunn, Julian Podger, Stephen Varcoe. (Soli Deo Gloria), 2013.
- J.S. Bach: Complete Cantatas Vol. 10. Ton Koopman, Amsterdam Baroque Orchestra & Choir, Caroline Stam, Paul Agnew, Klaus Mertens. (Challenge Classics), 2006.
- J.S. Bach: Cantatas Vol. 17. Masaaki Suzuki, Bach Collegium Japan, Yokari Nonoshita, Gerd Turk, Peter Kooij. (BIS), 2002.
- J.S. Bach: Church Cantatas Vol. 23. Helmuth Rilling, Gächinger Kantorei, Bach-Collegium Stuttgart, Magdalene Schreiber, Adalbert Kraus, Wolfgang Schöne. (Hänssler), 1999.
- J.S. Bach: Cantatas for the Complete Liturgical Year Vol. 8. Sigiswald Kuijken, La Petite Bande, Gerlinde Sämann, Christoph Genz, Jan van der Crabben. (Accent), 2009.